# Staatsmedaille für besondere Verdienste auf dem Gebiet der Ernährungs-, Land- und Forstwirtschaft sowie der Ländlichen Entwicklung
Die Staatsmedaille für besondere Verdienste auf dem Gebiet der Ernährungs-, Land- und Forstwirtschaft sowie der Ländlichen Entwicklung (auch: Staatsmedaille des Bayerischen Staatsministeriums für Ernährung, Landwirtschaft, Forsten und Tourismus) ist eine Auszeichnung des Bayerischen Staatsministeriums für Ernährung, Landwirtschaft, Forsten und Tourismus, die in den Stufen Bronze, Silber und Gold verliehen wird.
Die Medaille wird jährlich seit 1951 unter verschiedenen Namen nach internen Richtlinien an verdiente Persönlichkeiten in den Bereichen der Ernährung, der Land- und Forstwirtschaft sowie der Entwicklung im ländlichen Raum verliehen.
Die Stufe Große Staatsmedaille in Gold, zu deren Empfängern z. B. Hippolyt Freiherr Poschinger von Frauenau (1973) zählte, wird nicht mehr aufgelegt.